# Балашов, Дмитрий Анатольевич
Дмитрий Анатольевич Балашов (бел. Дзмітрый Анатолевіч Балашоў; 8 января 1974, Минск, Белорусская ССР) — белорусский футболист, нападающий.

## Карьера
Профессиональную карьеру начал в 1992 году в минском «Торпедо». В этом же году перешёл в КПФ, в котором провёл 80 матчей и забил 27 голов. За время пребывания в слонимском клубе был отдан в 1994 году в аренду в «Обувщик». В 1996 году вернулся в «Торпедо». В следующем году оказался в составе бобруйской «Белшина», с которой в первом же для сезоне в клубе завоевал национальный кубок (в финале забил гол в ворота «Динамо-93» и сделал окончательный счёт 2^0). 1999 год провёл в тульском «Арсенал». Через год вернулся в «Белшину» и вновь помог клубу стать обладателем Кубка Беларуси, а также стать национальным чемпионом. В дальнейшем также выступал за солигорский «Шахтёр», светлогорский «Химик», «Барановичи», рогачёвский «Днепр-ДЮСШ-1» и «Осиповичи», где после трехлетнего перерыва завершил профессиональную карьеру.

## Карьера за сборную
Дебют за национальную сборную Беларуси состоялся 8 июня 1997 года в квалификационном матче ЧМ 1998 против сборной Шотландии (0:1). Всего Балашов провёл за сборную 6 матчей.

## Достижения
- Чемпион Беларуси: 2001
- Обладатель Кубка Беларуси: 1997, 2001
- Чемпион Первой лиги Беларуси: 2003